# Törpekolibri
A törpekolibri (Mellisuga minima) a madarak (Aves) osztályának sarlósfecske-alakúak (Apodiformes) rendjébe és a kolibrifélék (Trochilidae) családjába tartozó faj.

## Előfordulása
A törpekolibri előfordulási területe a Dominikai Köztársaság, Haiti és Jamaica. Puerto Ricóban ritka vendég.

## Megjelenése
A rokon méhkolibri (Mellisuga helenae) után a második legkisebb madárfaj. A törpekolibri átlagos csőr-testhossza 6 centiméter, míg testtömege 2-2,4 gramm. A tojásai is a legkisebbek közé tartoznak; méretük 1 centiméter és tömegük csak 0,375 gramm. A háti része és szárnyai zöld színűek, míg a torkától a farokalatti részig fehér. Az evezőtollai szürkék, míg farktollai feketék.

## Életmódja
Ez a kismadár a trópusok és szubtrópusok nedves alföldjeit választja élőhelyül. Főleg a jól megritkított erdőket kedveli.

## Képek jamaicai példányokról

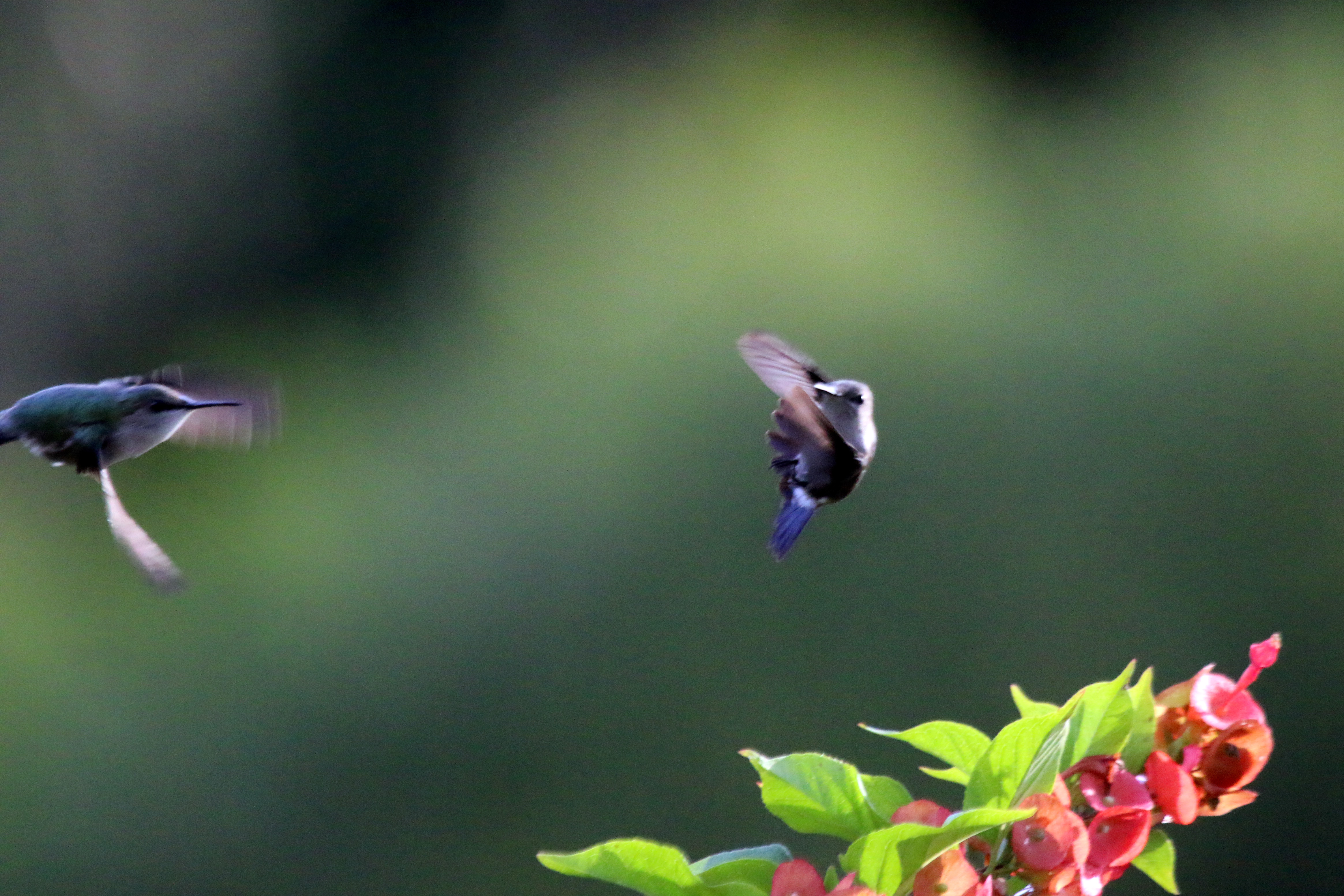
Udvarláskor
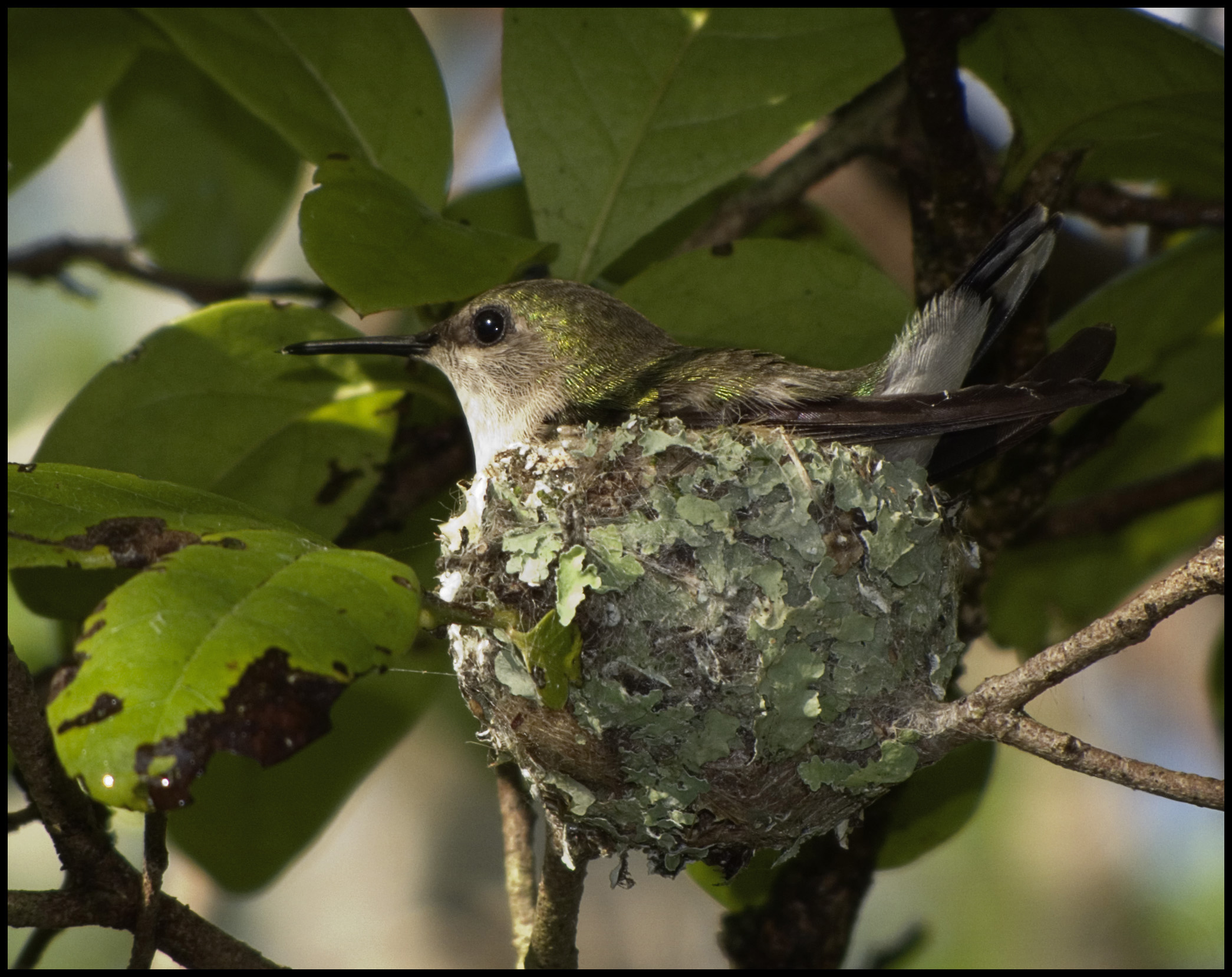
Költéskor
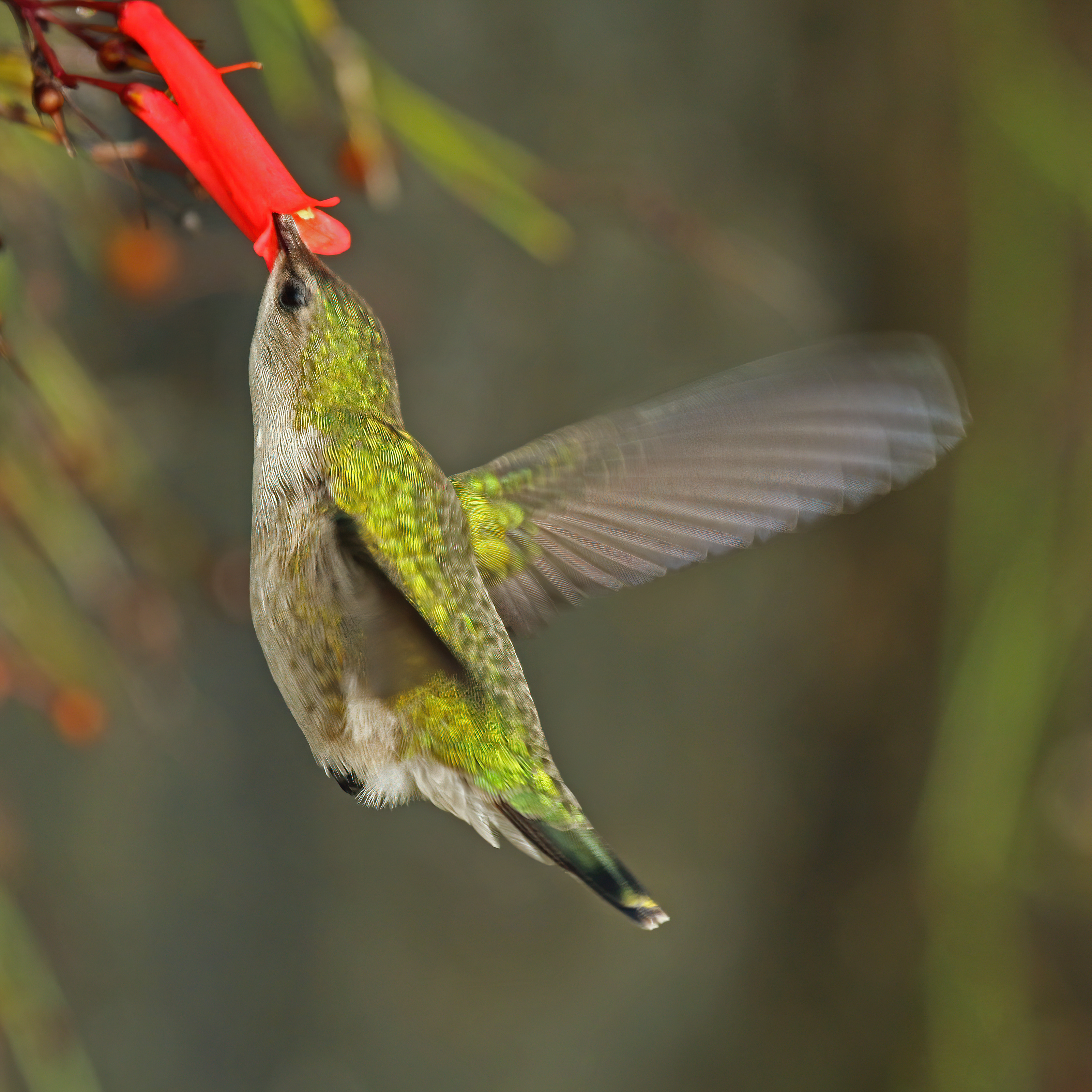
Táplálkozáskor

## Fordítás
- Ez a szócikk részben vagy egészben  a   Vervain hummingbird című angol Wikipédia-szócikk ezen változatának fordításán alapul.  Az eredeti cikk szerkesztőit annak laptörténete sorolja fel. Ez a jelzés csupán a megfogalmazás eredetét és a szerzői jogokat jelzi, nem szolgál a cikkben szereplő információk forrásmegjelöléseként.